# La Main droite de la mort
La Main droite de la mort (The Right Hand of Doom) est un recueil d’histoires de la série de comics Hellboy et son quatrième tome publié aux éditions Delcourt.

## Synopsis
La nature de la Bête : 1954, en Angleterre, le Club Osiris charge Hellboy de combattre un dragon. À l'issue de son combat, le sang perdu d'Hellboy fait pousser des lys, de la même manière que le moine qui combattu originellement le dragon…
Le Roi Vold : 1956, Norvège : Hellboy va prêter main-forte à un confrère et ami de son père adoptif Trevor Bruttenholm. Le professeur Aickman se révèle avide de rencontrer le Roi Vold, et se sert du héros pour l'attirer, et combattre ses loups…
Têtes : 1967, Japon. Hellboy est hébergé dans une maison où séjourne également un groupe de voyageurs. En se réveillant, il les découvre décapités, leurs têtes disparues…
Au revoir Mister Tod : 1979, États-Unis. Hellboy essaie de venir en aide à Mr. Tod, prisonnier dans une transe après avoir voulu réaliser son numéro de médium, mais est emprisonné dans son ectoplasme.
Le Vârcolac : 1982, Yorshire, la comtesse Ilona Kâkosy est pourchassée par Hellboy. Alors qu'il s'apprête à planter un pieu dans son cœur apparaît le Vârcolac.
La Main droite de la mort : En Espagne, Hellboy rencontre un prêtre, lié à un homme qui était présent lors de son arrivée sur Terre. Contre un nouvel indice sur ses origines et son destin, il demande à Hellboy de lui raconter son histoire, l'occasion en quelques pages de résumer son enfance, son parcours, et les récents évènements des tomes précédents.

## Commentaires
- L'histoire Têtes sera réutilisée dans l'OAV Hellboy : Le Sabre des tempêtes.
- Exceptionnellement, ce court recueil ne contient pas de galerie de dessins, ni de carnet de croquis.

## Publication
- Dark Horse Presents Annual 1998 (août 1998),  Dark Horse Presents Annual 1999 (août 1999), Dark Horse Extra #14-19 (août 1999-janvier 2000), Dark Horse Presents #151 (février 2000)
- Dark Horse (recueil original), 2000
- Delcourt (collection « Contrebande »), 2001